# Tổng Lãnh sự quán Việt Nam Cộng hòa tại San Francisco
Tổng Lãnh sự quán Việt Nam Cộng hòa tại San Francisco (tiếng Anh: Consulate General of the Republic of Vietnam in San Francisco), thường gọi là Tổng Lãnh sự quán Nam Việt Nam tại San Francisco, là cơ quan đại diện ngoại giao của Việt Nam Cộng hòa (Nam Việt Nam) tại San Francisco, California, Hoa Kỳ. Cơ quan này bị đóng cửa từ sau biến cố 30 tháng 4 năm 1975.

## Lịch sử
Dưới thời Đệ Nhị Cộng hòa, chính phủ Việt Nam Cộng hòa đã chính thức thành lập Tổng Lãnh sự quán này vào năm 1967 và hoạt động cho đến lúc chế độ cũ chấm dứt vào cuối tháng 4 năm 1975.

## Danh sách Tổng Lãnh sự

### Tổng Lãnh sự Việt Nam Cộng hòa tại San Francisco (1967–1975)
| Tên gọi         | Nhậm chức | Từ chức | Chức vụ      | Ghi chú                                                                                                 | Ghi chú |
| --------------- | --------- | ------- | ------------ | --- | ------- |
| Lương Nhị Kỳ    | 1967      | 1972    | Tổng Lãnh sự | Tổng Lãnh sự đầu tiên sau khi khai trương Tổng Lãnh sự quán. Về sau ông qua đời ở Paris, Pháp năm 2005. |         |
| Diệp Quang Hồng | 1972      | 1975    | Tổng Lãnh sự | Cuối cùng.                                                                                              |         |